# Drosophila paramelanica
Drosophila paramelanica är en tvåvingeart som beskrevs av Griffen 1942. Drosophila paramelanica ingår i släktet Drosophila och familjen daggflugor.
Artens utbredningsområde täcker delar av Nordamerika, från Minnesota och Quebec i norr till Nebraska och Georgia i söder.